# Tabatha Cash
Céline Barbe, conocida como Tabatha Cash (Saint-Denis, 27 de diciembre de 1973) es una ex actriz pornográfica francesa que protagonizó más de 100 películas para adultos durante la década de 1990.

## Biografía
En mayo de 1993, Tabatha Cash ganó un Hot d'or después que su carrera tuvo un crecimiento tremendo.
Fuera de la pornografía, ha trabajado como presentadora en SkyRock Radio en Francia, y protagonizó en Raï.

## Películas
1. Amours Italiens (1994).